# Rejon karaczewski
Rejon karaczewski (ros. Карачевский район) – jednostka administracyjna wchodząca w skład obwodu briańskiego w zachodniej Rosji.
Centrum administracyjnym rejonu jest miasto Karaczew, a główne rzeki to Snieżeć, Riewna i Mylinka. W granicach rejonu usytuowane są miejscowości (centra administracyjne wiejskich osiedli): Jurasowo, Wieljaminowa, Tiopłoje, Dunajewskij, Beriozowka, Piesocznia, Łużeckaja.